# هوارد فریمن
هوارد فریمن (انگلیسی: Howard Freeman؛ ‏ ۹ دسامبر ۱۸۹۹ – ۱۱ دسامبر ۱۹۶۷) بازیگر اهل ایالات متحده آمریکا بود.
از فیلم‌ها یا برنامه‌های تلویزیونی که وی در آن نقش داشته است، می‌توان به سربازان نیروی هوایی، آدم‌کش‌ها، شب و روز، مادام کوری، گودال مار، نامه‌ای از زنی ناشناس، کوکب آبی، کالیفرنیا، مجنون هیتلر و کس تیمبرلین اشاره کرد.